# Сіренко Олександр Олексійович
Олекса́ндр Олексі́йович Сіре́нко (6 листопада 1966, Київ) — український дипломат. Тимчасовий повірений у справах України в Індонезії (2011—2012).

## Життєпис
Народився 6 листопада 1966 року в Києві. У 1994 році закінчив Український державний педагогічний університет ім. М. П. Драгоманова, вчитель історії, методист виховної роботи; Дипломатичну академію України при МЗС України (2003), магістр зовнішньої політики. Володіє англійською мовою.
У 1989—1994 рр. — студент Українського державного педагогічного університету 
У 1995—1996 рр. — спеціаліст відділу прийому та влаштування біженців Міністерства України у справах національностей, міграції та культів.
У 1996—1998 рр. — третій, другий, перший секретар відділу країн СНД Управління СНД МЗС України.
У 1998—2001 рр. — другий секретар Посольства України в Республіці Білорусь.
У 2001—2001 рр. — перший секретар відділу Російської Федерації Першого територіального управління МЗС України.
У 2001—2003 рр. — слухач Дипломатичної академії України при МЗС України.
У 2003—2004 рр. — перший секретар відділу країн азіатсько-тихоокеанського регіону П'ятого територіального управління МЗС України.
У 2004—2005 рр. — радник відділу країн азіатсько-тихоокеанського регіону П'ятого територіального управління МЗС України.
У 2005—2009 рр. — перший секретар Посольства України в Туркменістані.
У 2009—2011 рр. — радник відділу інспектування дипломатичної служби Управління генеральної інспекції Міністерства закордонних справ України.
З 2011 — радник Посольства України в Республіці Індонезія.
У 2011—2012 рр. — Тимчасовий повірений у справах України в Індонезії.